# بی‌وای‌دی سانگ
بی‌وای‌دی سانگ مجموعه‌ای از خودروهای کاربردی کراس اوور جمع و جور (CUV) است که توسط بی‌وای‌دی توسعه یافته‌است. بجز کامپکت MPV سانگ مکس که کاملاً متفاوت با این ماشین است؛ سه کراس اوور جمع و جور در خط تولید سانگ وجود دارد که به‌طور همزمان به فروش می‌رسند: سانگ نسل اول که به سانگ کلاسیک تغییر نام داد، سانگ پرو که کمی بزرگ‌تر، و مدل سانگ پلاس که لوکس‌تر است. رقیب آن در سراسر جهان لوکسژن یو۶ است.

## نسل اول (۲۰۱۹–۲۰۱۵)
اولین نسل بی‌وای‌دی سانگ قبل از اینکه بی‌وای‌دی خودروهای سری «داینستی» را روانه بازار کرد با نام بی‌وای‌دس اس۳ شروع به کار کرد. سانگ بعداً به عنوان یک فیس لیفت جزئی عرضه شد و بعداً یک فیس لیفت دوم که بی‌وای‌دی سانگ را با زبان طراحی جدید «دراگون فیس» به روز کرد.

### بی‌وای‌دی اس۳
بی‌وای‌دی اس۳ یک کراس اوور جمع و جور است که در نمایشگاه خودرو شانگهای ۲۰۱۵ در آوریل ۲۰۱۵ معرفی شد. این خودرو در زیر کراس اوور سایز متوسط بی‌وای‌دی اس۶ قرار داشت و اولین ورود بی‌وای‌دی به بازار کراس اوورهای کامپکت است. طرح‌های اولیه مشابه سدان کامپکت بی‌وای‌دی اف۳ بنزینی و کراس اوور سایز متوسط BYD S6 بود که انواع هیبریدی بی‌وای‌دی شین و بی‌وای‌دی تانگ را با استفاده از سیستم نامگذاری سلسله چینی ایجاد کردند. با این حال، بعداً بی‌وای‌دی اس۳ به سادگی بی‌وای‌دی سانگ برای همه انواع از جمله نسخه موتور آی‌سی‌ئی، نسخه هیبریدی پلاگین و نسخه‌های الکتریکی نام گرفت.

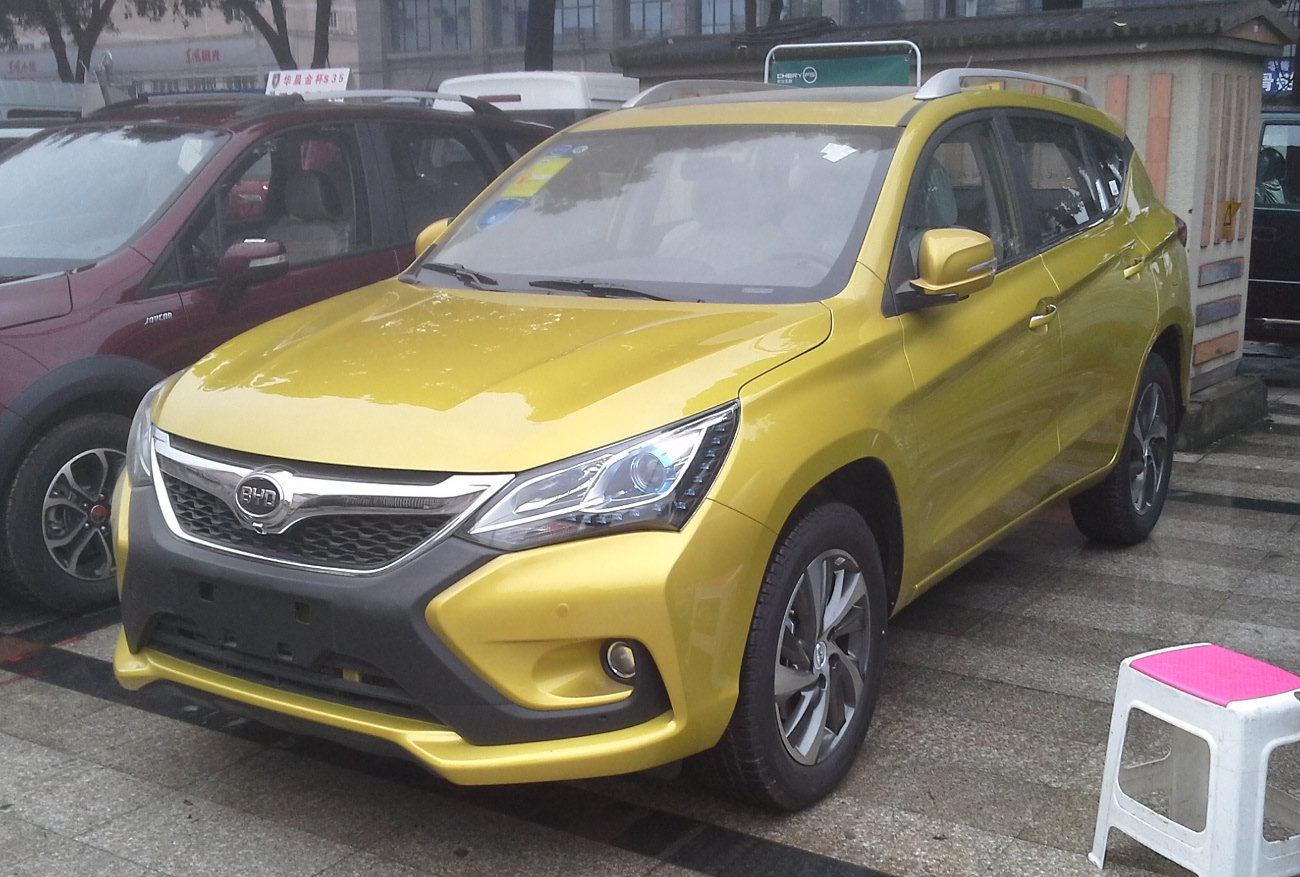
بی‌وای‌دی اس۳
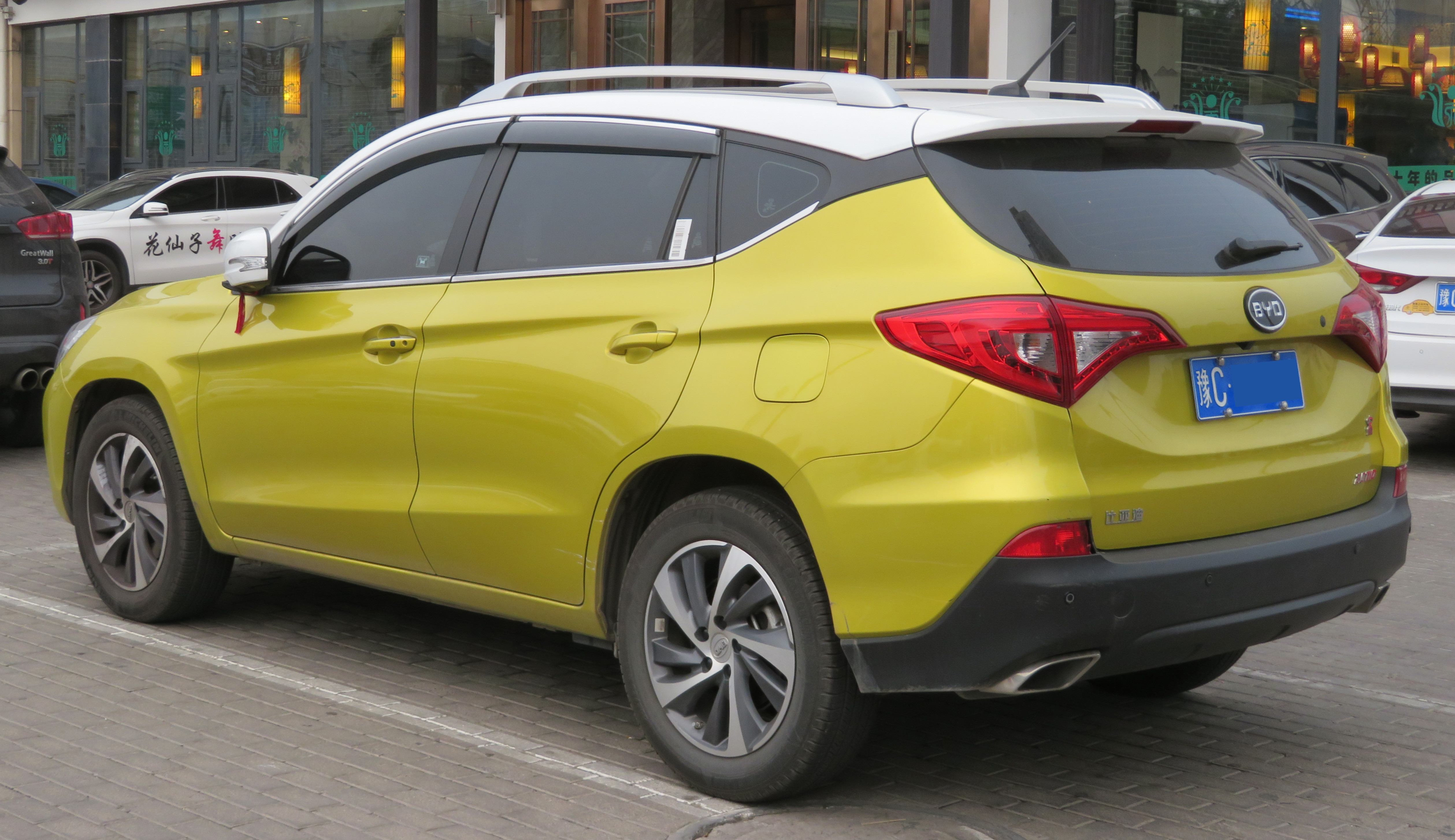
عقب

### بی‌وای‌دی سانگ
در آوریل ۲۰۱۵، بی‌وای‌دی سانگ در نمایشگاه خودرو شانگهای ۲۰۱۵ به نمایش درآمد. در اکتبر ۲۰۱۵، آهنگ بی‌وای‌دی راه اندازی شد. دو پیشرانه در هنگام راه اندازی ارائه شد. یک موتور بنزینی ۱٫۵ لیتری توربو شارژ با قابلیت تولید ۱۵۴ اسب بخار (۱۱۵ کیلووات؛ ۱۵۶ اسب بخار متری) و ۲۴۰ نیوتن متر (۱۷۷ پوند نیرو-فوت) گشتاور و یک موتور ۲٫۰ لیتری توربوشارژ بنزینی با قابلیت تولید ۲۰۵ اسب بخار (۱۵۳ کیلووات؛ ۲۰۸ اسب بخار متری) و ۳۲۰ نیوتن متر (۲۳۶ پوند نیرو-فوت) گشتاور. موتور ۱٫۵ لیتری را می‌توان با گیربکس ۶ سرعته دستی یا گیربکس ۶ سرعته اتوماتیک داشت در حالی که موتور ۲٫۰ لیتری فقط با گیربکس ۶ سرعته DCT قابل استفاده بود. بی وای دی که در ابتدا بی‌وای‌دی اس۳ نام داشت، بعداً نام کراس اوور را به سانگ تغییر داد. مدل‌های اولیه با نشان اس۳ دارای جزئیات گرافیکی مشکی روی سپرهای جلو و نشان معمولی بی‌وای‌دی به جای رنگ بدنه تک رنگ و نشان داینستی-سانگ هستند.

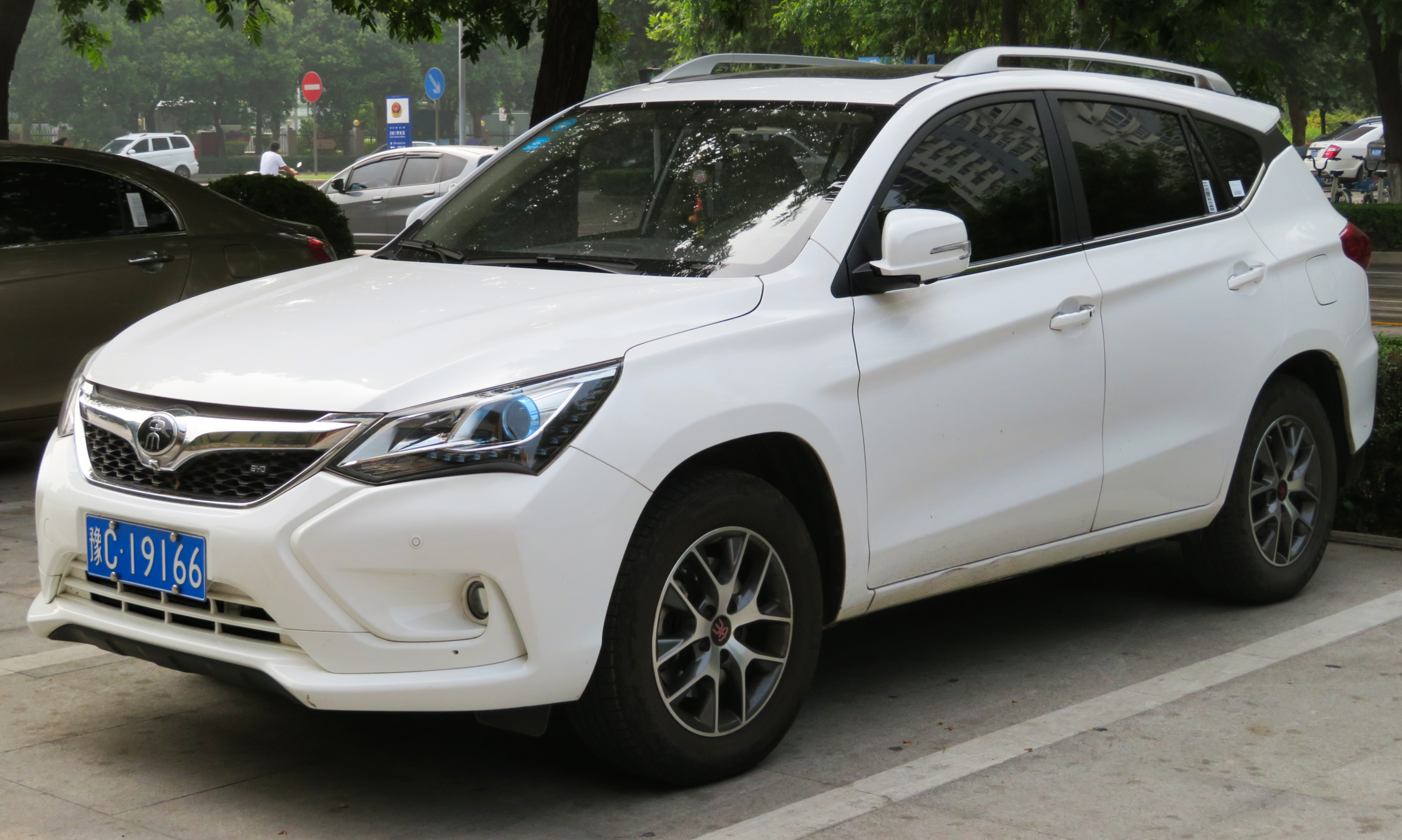
نمای جلوی بی‌وای‌دی سانگ
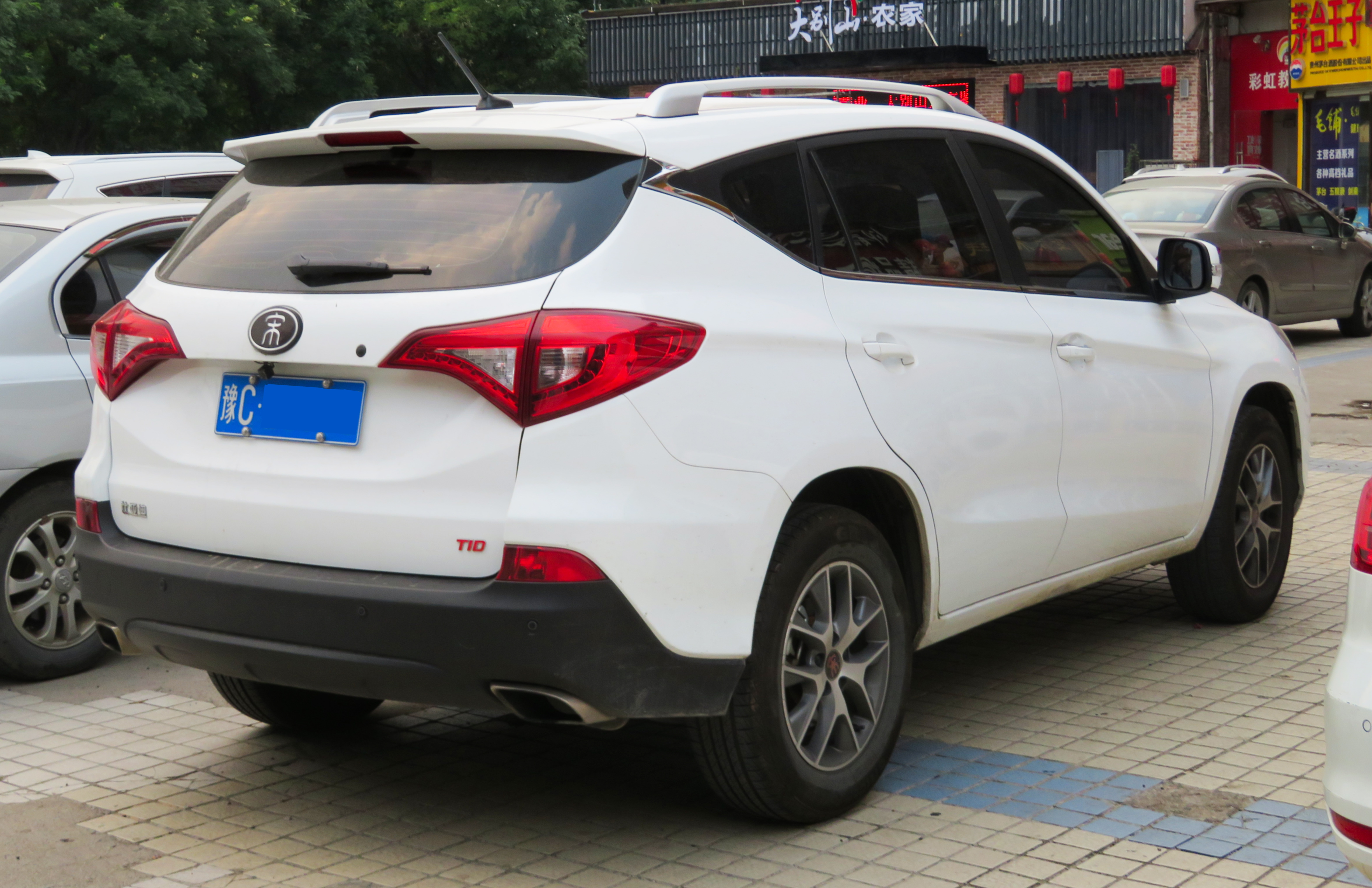
نمای عقب بی‌وای‌دی سانگ

### سانگ فیس لیفت ۲۰۱۸
یک فیس لیفت در سال ۲۰۱۸ با نمای جدید بی‌وای‌دس اژدها و چراغ‌های عقب متصل راه‌اندازی شد. با وجود اینکه مدل ۲۰۱۸ به عنوان "نسل کاملا جدید" به بازار عرضه می‌شود، بدنه مشابهی با مدل‌های قبلی دارد.

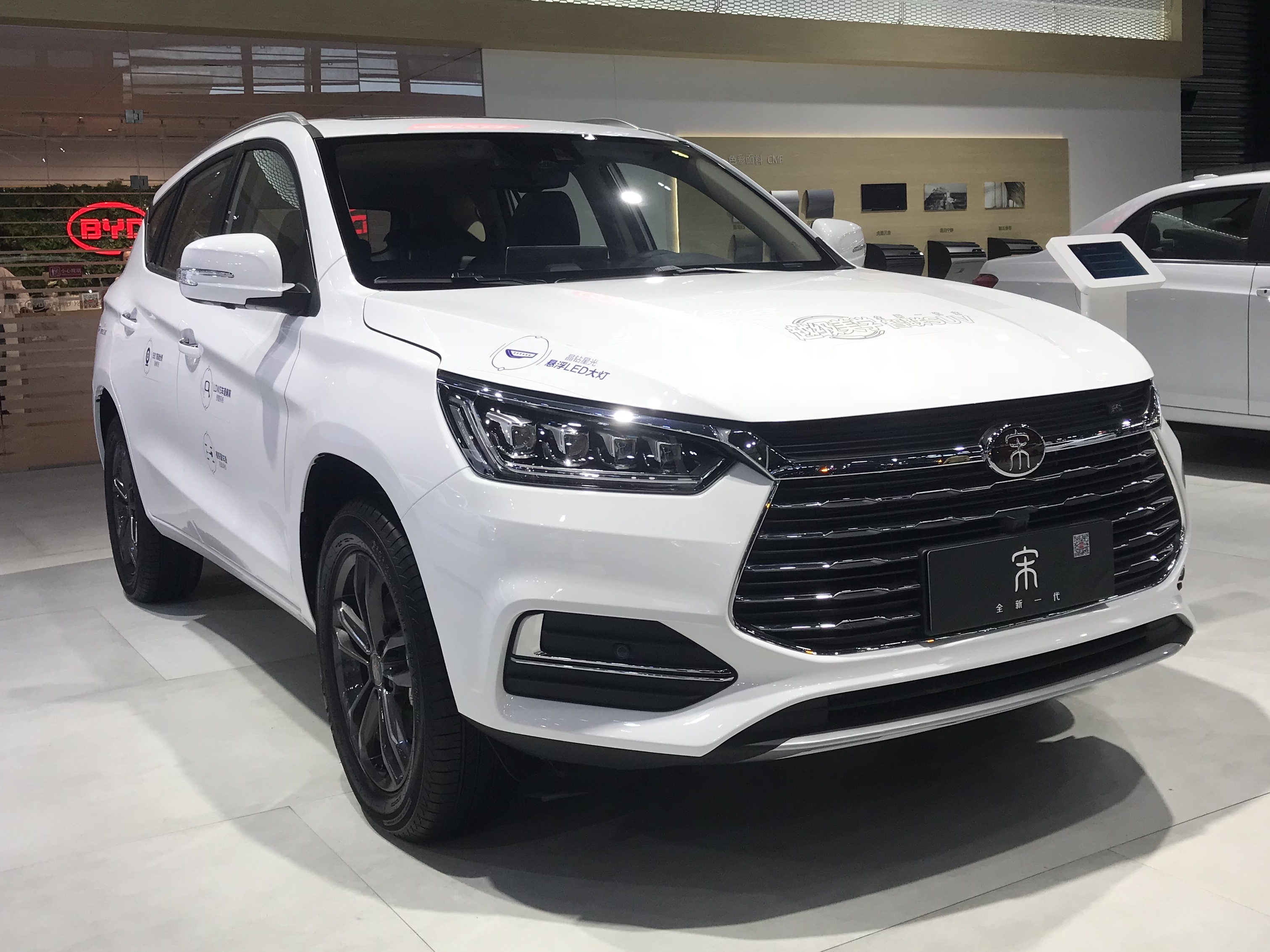
نمای جلو بی‌وای‌دی سانگ فیس لیفت
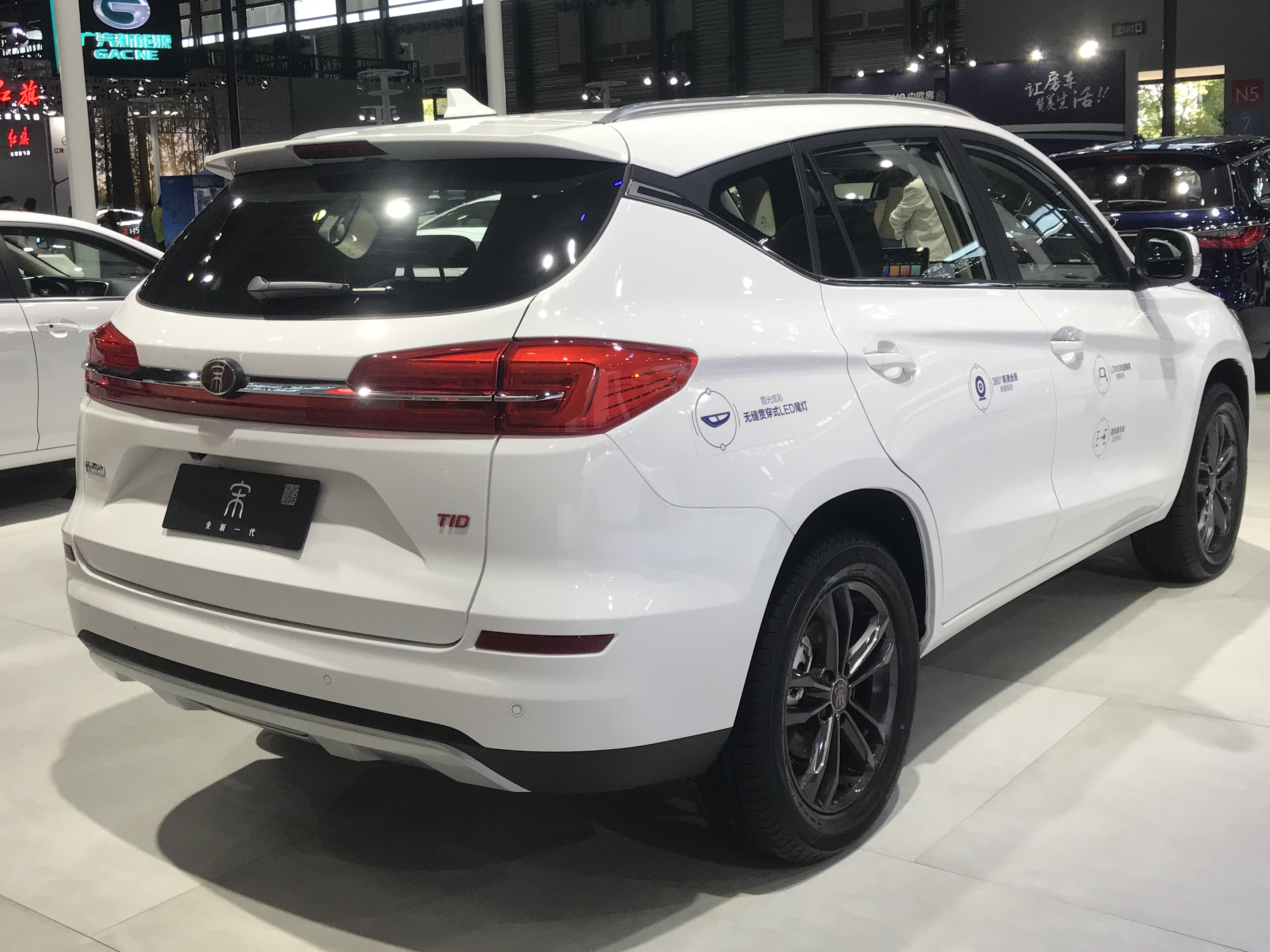
نمای عقب بی‌وای‌دی سانگ فیس لیفت

### سانگ دی‌ام (دو حالته)
درست مانند ماشین جمع و جور اف۳دی‌ام و نمونه اولیه اف۶دی‌ام، بی‌وای‌دی سانگ دی‌ام پی‌اچ‌ئی‌وی را در آوریل ۲۰۱۷ عرضه کرد. سانگ دی‌ام جدا از نشان تقریباً با آهنگ معمولی یکسان است. سانگ دی‌ام می‌تواند تحت هر دو حالت اچ‌ئی‌وی و ئی‌وی با موتور ۱٫۵ توربو و موتور دوگانه کار کند و برد تا ۸۰ کیلومتر (۵۰ مایل) را ارائه می‌دهد. . خروجی پلاگین تا ۳۳۳ کیلووات (۴۵۳ اسب بخار متری؛ ۴۴۷ اسب بخار) و گشتاور ۷۴۰ نیوتن متر (۵۴۶ پوند نیرو-فوت) در حالت اچ‌ای‌وی و ۰–۱۰۰ را مدیریت می‌کند کیلومتر در ساعت (۰–۶۲ مایل در ساعت) در ۴٫۹ ثانیه. راندمان سوخت ۱٫۴ لیتر بر ۱۰۰ کیلومتر (۱۷۰ مایل بر گالون آمریکایی؛ ۷۱ کیلومتر بر لیتر) است.

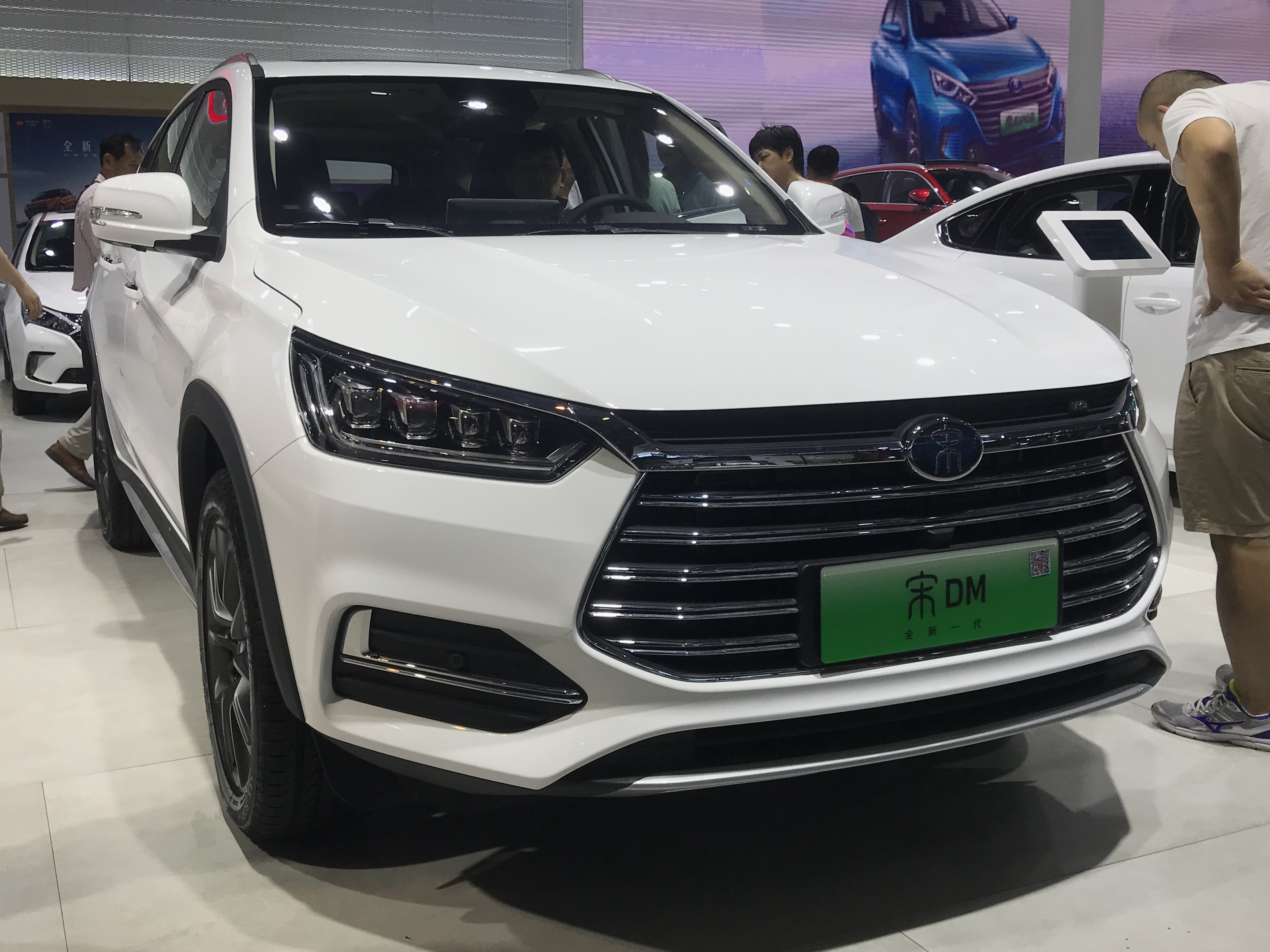
نمای جلو بی‌وای‌دی سانگ دی‌ام فیس لیفت
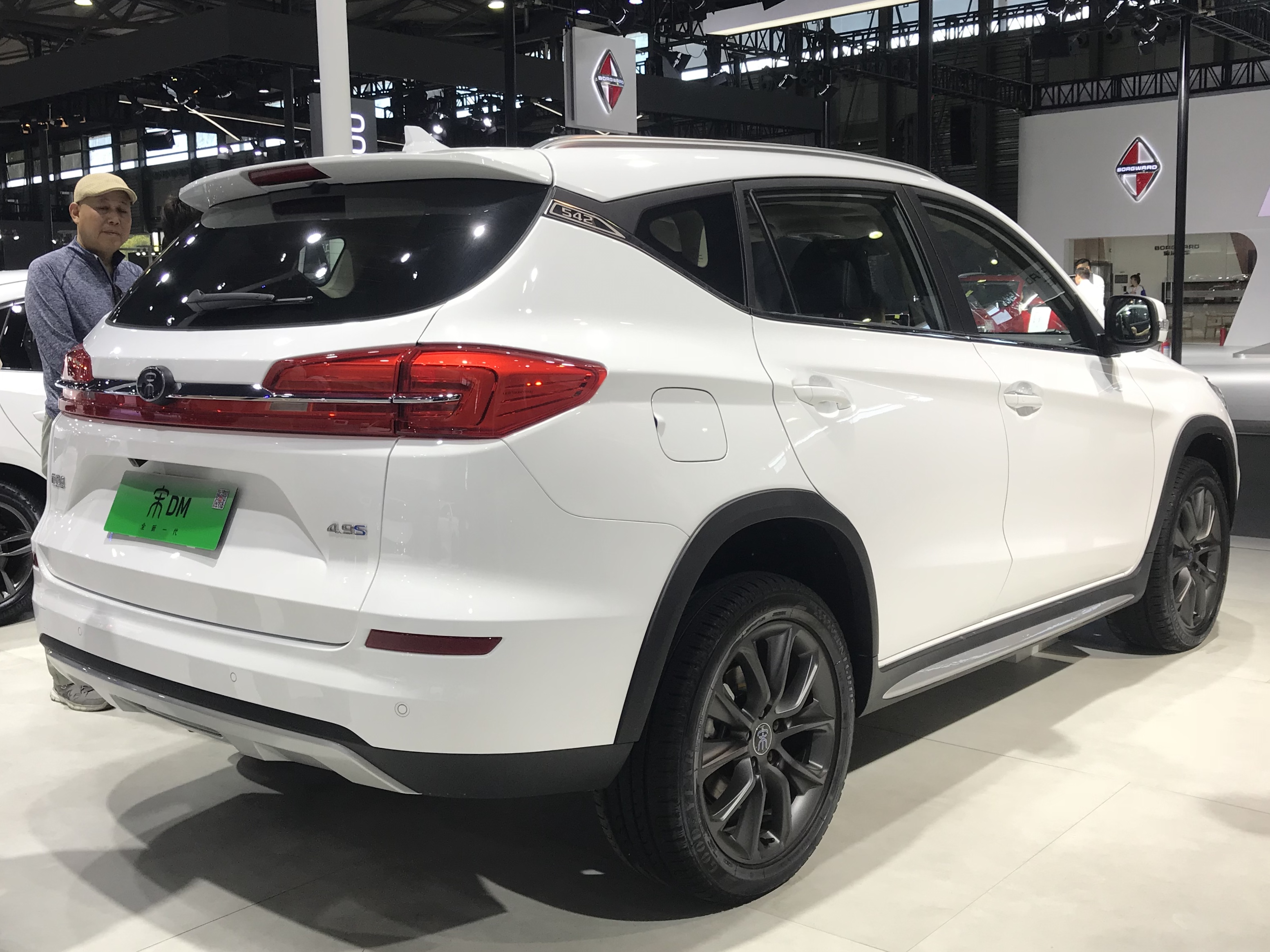
نمای عقب بی‌وای‌دی سانگ دی‌ام فیس لیفت

### سانگ ۳۰۰ ئی‌وی و ۴۰۰ ئی‌وی
سانگ ۳۰۰ ئی‌وی و ۴۰۰ ئی‌وی هر دو نسخه‌های الکتریکی بی‌وتی‌دی سانگ بر اساس بی‌وتی‌دی سانگ معمولی بنزینی هستند و هر دو از ۲۱۸ اسب بخار (۱۶۳ کیلووات) استفاده می‌کنند. و ۳۱۰ نیوتن متر (۲۲۹ پوند نیرو-فوت) موتورهای الکتریکی. سانگ ۳۰۰ ئی‌وی دارای محدوده ان‌ئی‌دی‌سی ۲۷۰ کیلومتر (۱۶۸ مایل) است و ۶۰ کیلومتر بر ساعت (۳۷ مایل بر ساعت) برد ۳۰۰ کیلومتر (۱۸۶ مایل) با یک بسته باتری ۴۸ کیلووات ساعتی کار می‌کند در حالی که سانگ ۴۰۰ ئی‌وی با باتری‌های ۶۲ کیلووات ساعت کار می‌کند. در مورد ظاهر بیرونی، سانگ ۳۰۰ ئی‌وی مشابه سانگ و سانگ دیوان معمولی است، در حالی که سانگ ۴۰۰ ئی‌وی سپرهای بازطراحی شده دریافت کرد.

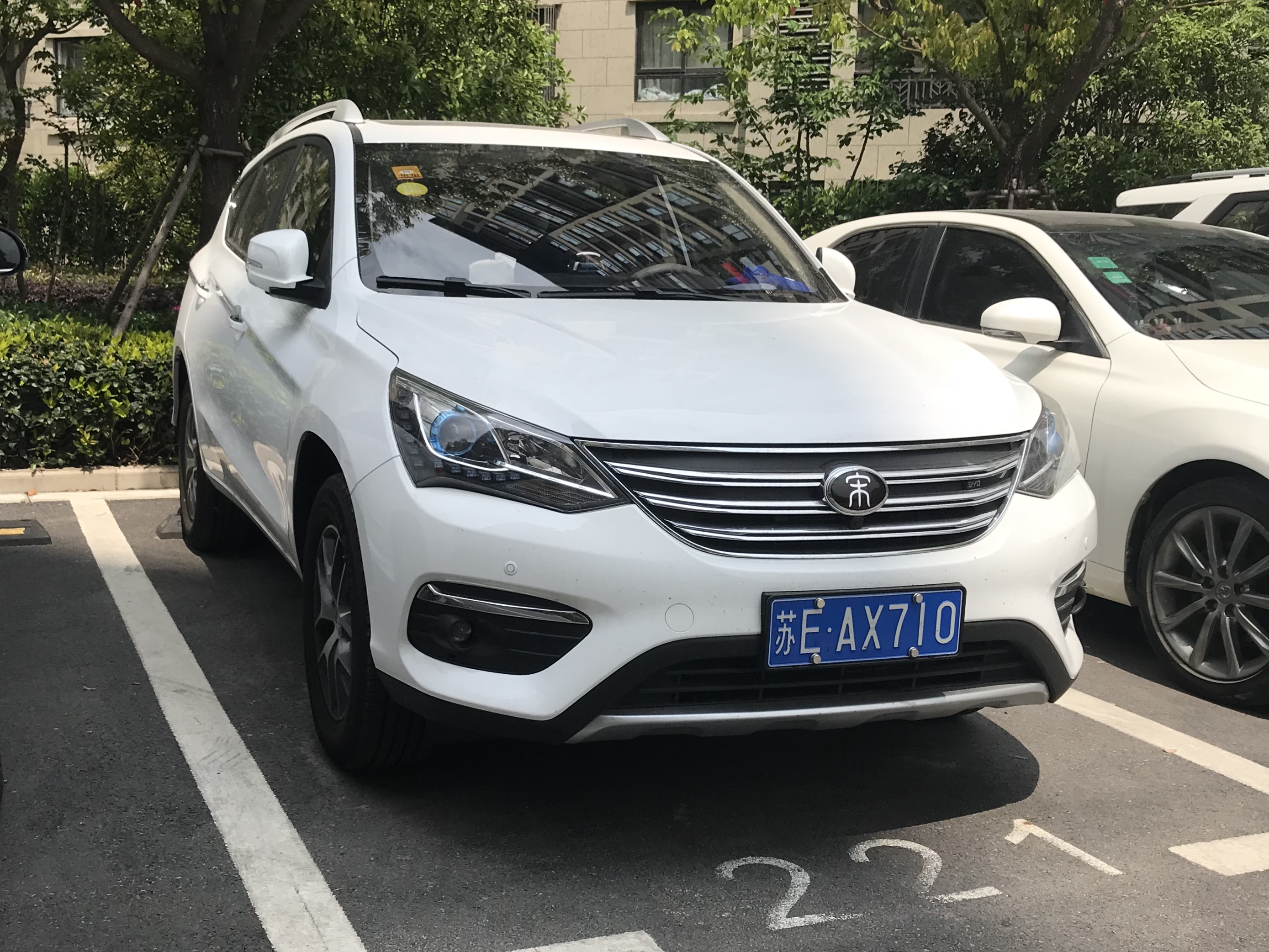
نمای جلو بی‌وای‌دی سانگ ئی‌وی۴۰۰
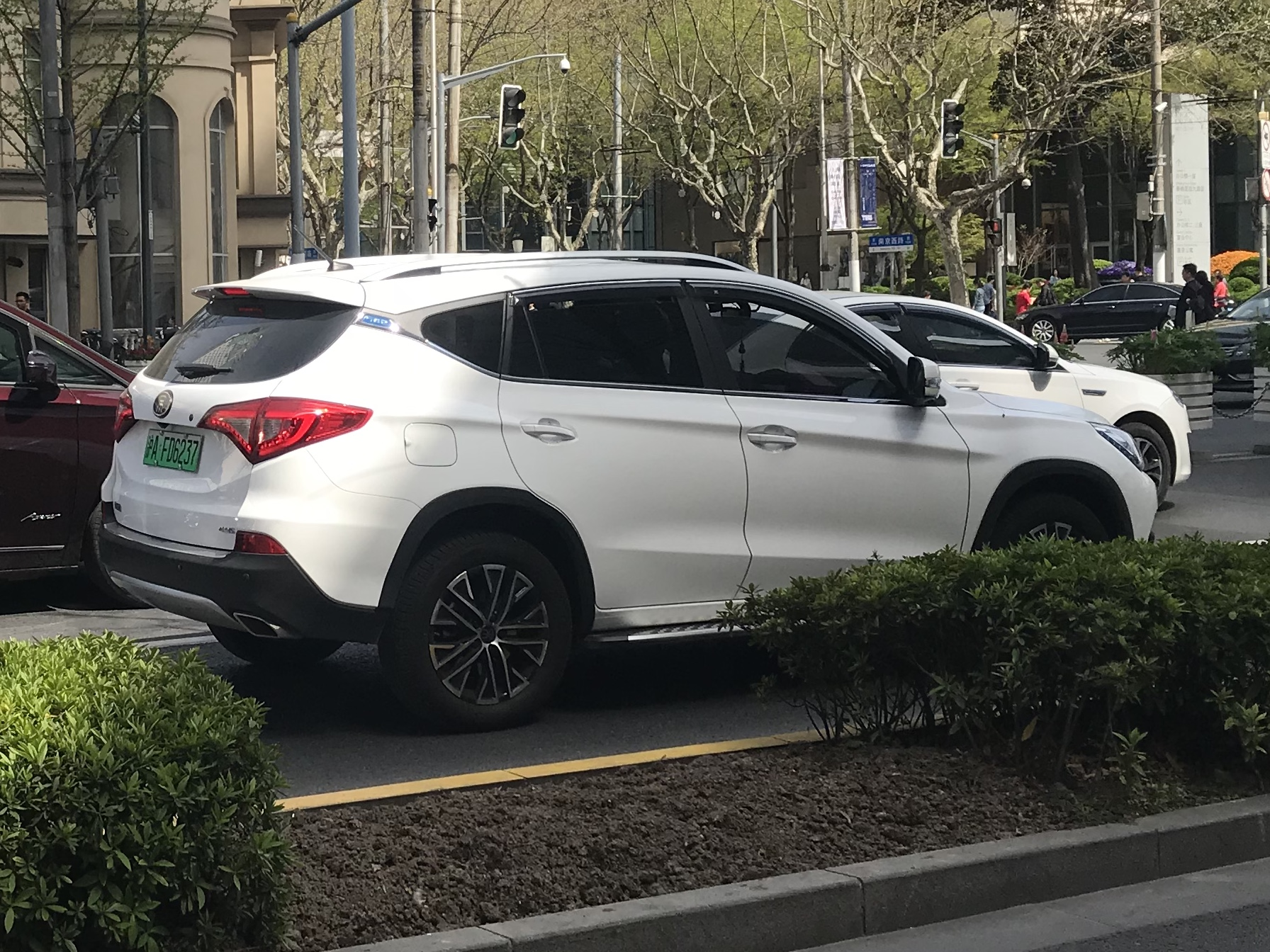
نمای عقب بی‌وای‌دی سانگ ئی‌وی۴۰۰